# 센타우르급 항공모함
센타우르급 항공모함은 제2차 세계대전 동안에 영국 해군이 마지막으로 개발한 경항공모함이다.

## 같이 보기
- 콜로서스급 항공모함
- 경항공모함